# Comuna de Żary
Żary (polaco: Gmina Żary) é uma gminy (comuna) na Polónia, na voivodia da Lubúsquia e no condado de Żarski. A sede do condado é a cidade de Śródmieście.
De acordo com os censos de 2004, a comuna tem 11 486 habitantes, com uma densidade 39 hab/km².

## Área
Estende-se por uma área de 294,43 km², incluindo:
- área agricola: 44%
- área florestal: 47%

## Demografia
Dados de 30 de Junho 2004:
|                      | Total   | Total | Mulheres | Mulheres | Homens  | Homens |
| -------------------- | ------- | ----- | -------- | -------- | ------- | ------ |
|                      | pessoas | %     | pessoas  | %        | pessoas | %      |
| População            | 11 486  | 100   | 5834     | 50,8     | 5652    | 49,2   |
| Densidade (pop./km²) | 39      | 100   | 19,8     | 19,8     | 19,2    | 19,2   |

De acordo com dados de 2002, o rendimento médio per capita ascendia a 1413,72 zł.

## Subdivisões
- Biedrzychowice Dolne, Bieniów, Bogumiłów-Janików, Drozdów-Rusocice, Drożków, Grabik, Kadłubia, Lubanice, Lubomyśl, Łaz, Łukawy, Marszów, Miłowice, Mirostowice Dolne, Mirostowice Górne, Olbrachtów, Olszyniec, Rościce, Sieniawa Żarska, Siodło, Stawnik, Surowa, Włostów-Dąbrowiec, Złotnik.

## Comunas vizinhas
- Iłowa, Jasień, Lipinki Łużyckie, Nowogród Bobrzański, Przewóz, Wymiarki, Żagań, Żagań, Żary